# Craspedosis tenuivirga
Craspedosis tenuivirga là một loài bướm đêm trong họ Geometridae.